# دهستان مزایجان
دهستان مزایجان نام دهستانی در بخش مزایجان شهرستان بوانات، استان فارس در ایران است. براساس سرشماری مرکز آمار ایران در سال ۱۳۸۵، جمعیت آن ۵۴۴۰ نفر (۱۴۶۰ خانوار) بوده‌است.